# Лий Грант
Лий Грант (на английски: Lee Grant) е удостоена с „Оскар“ американска актриса и режисьор.

## Биография
Лий Грант е роден като Лиова Хаскел Розентал в Манхатън.  Тя е единствено дете на Уитиа (по баща Хаскел), детегледачка, и Ейбрахам У. Розентал, брокер и педагог. Баща й е роден в Ню Йорк в семейството на полски еврейски имигранти, а майка й е руска еврейка имигрант.  Семейството е живяло на 706 „Ривърсайд драйв“ в квартал Хамилтън Хайтс в Манхатън. Нейната рождена дата е 31 октомври, но годината е спорна, като всички години, вариращи от 1925 до 1931, са дадени като година на нейно раждане. въпреки това данните от преброяването, пътническите манифести и свидетелските показания предполагат, че тя е родена през 1925 или 1926 г. Посочената от Грант възраст по време на нейния професионален дебют и номинацията за Оскар показват, че тя е родена през 1927 г.  
Лий Грант прави своя сценичен дебют в „Оракулът (L'Oracolo)“ в Метрополитън опера през 1931 г.  По-късно като юноша се присъединява към Американския балет.  Тя посещава Лигата на студентите по изкуства в Ню Йорк, Музикалното училище Джулиард, Гимназията за музика и изкуство и гимназията Джордж Вашингтон, всички в Ню Йорк. Грант завършва гимназия и печели стипендия за Neighborhood Playhouse School of the Theatre, където учи при Санфорд Мейснер. Грант предприе по-нататъшно проучване с Ута Хаген в HB Studio.  По-късно тя се записва в Actors Studio в Ню Йорк.

### Кариера
Грант играе крадла от магазин във филмовия си дебют в „Детективска история“, където партнира на Кърк Дъглас. За изпълнението си получава приза на фестивала в Кан и номинация за Оскар.
През 1952 г. Грант попада в Холивудския „черен списък“ за период от 12 години, след като отказва да свидетелства срещу своя съпруг пред Комисията за разследване на неамериканска дейност. В резултат на това тя работи единствено на театралната сцена и като преподавател по актьорско майсторство. През 1960 г. се развежда с Арнолд Мейноф.
След 1964 г. изгражда наново кариерата си с роля в 71 епизода от сериала „Пейтън Плейс“, както и в редица филми, сред които „Долината на куклите“ (1967), „Среднощна жега“ (1967), „Хазяинът“ (1970) и „Шампоан“ (1975). За последния филм печели Оскар за най-добра поддържаща женска роля. През 1964 г. е наградена с „Оби“ за ролята на Соланж в пиесата на Жан Жоне „Слугините“. През своята кариера Грант печели две награди Еми и 5 номинации в периода 1966 – 1993 г.

## Избрана филмография

### Телевизия
| Телевизия   | Телевизия                    | Телевизия     | Телевизия                                                                             | Телевизия |
| Година      | Заглавие                     | Роля          | Бележки                                                                               |           |
| ----------- | ---------------------------- | ------------- | ------------------------------------------------------------------------------------- | --------- |
| 1953        | The Plymouth Playhouse       | Съпруга       | „Justice“                                                                             |           |
| 1959        | Бренър                       | Ади Палмър    | „Man in the Middle“                                                                   |           |
| 1964        | Беглецът                     | Мили Халоп    | „Taps for a Dead War“                                                                 |           |
| 1965 – 1966 | Пейтън Плейс                 | Стела Чернак  | Еми за най-добра поддържаща актриса в драматичен сериал                               |           |
| 1968        | Мисията невъзможна: Сериал   | Сюзан Бюканън | „The Diplomat“                                                                        |           |
| 1971        | Коломбо                      | Лесли Уилямс  | „Ransom for a Dead Man“ Номинация – Еми за най-добра гост актриса в драматичен сериал |           |
| 1975 – 1976 | Фей                          | Фей Харпър    | Номинация – Еми за най-добра актриса в сериал – комедия                               |           |
| 1992        | Empty Nest                   | Леля Сюзан    | „The Return of Aunt Susan“                                                            |           |
| 1994        | Reunion                      |               | Режисьор Телевизионен филм                                                            |           |
| 2000        | Историята на Лорета Клейборн |               | Режисьор Телевизионен филм                                                            |           |

### Филми
| Година | Филм                                        | Оригинално заглавие                            | Роля               | Режисьор         | Бележки |
| ------ | ------------------------------------------- | ---------------------------------------------- | ------------------ | ---------------- | --- |
| 1951   | Детективска история                         | Detective Story                                | Крадла             | Уилям Уайлър     | Наградата на Кан за най-добра актриса Номинация – Оскар за най-добра поддържаща женска роля Номинация – Златен глобус за най-добра поддържаща актриса |
| 1959   | Посред нощ                                  | Middle of the Night                            | Мерилин            | Делбърт Ман      | |
| 1963   | Балконът                                    | The Balcony                                    | Кармен             | Джоузеф Стрик    | |
| 1967   | Развод по американски                       | Divorce American Style                         | Диди Мърфи         | Бъд Йоркин       | |
| 1967   | Среднощна жега                              | In the Heat of the Night                       | Г-жа Лесли Колбърт | Норман Джуисън   | Номинация – Златен глобус за най-добра поддържаща актриса                                                                                             |
| 1968   | Добър вечер, госпожо Кембъл                 | Buona Sera, Mrs. Campbell                      | Фрици Брадок       | Мелвин Франк     | |
| 1970   | Хазяинът                                    | The Landlord                                   | Джойс Ендърс       | Хал Ашби         | Номинация – Оскар за най-добра поддържаща женска роля Номинация – Златен глобус за най-добра поддържаща актриса                                       |
| 1970   | Имаше един нечестен човек...                | There Was a Crooked Man...                     | г-жа Булард        | Джоузеф Манкевич | |
| 1975   | Шампоан                                     | Shampoo                                        | Фелиша Карф        | Хал Ашби         | Оскар за най-добра поддържаща женска роля Номинация – Златен глобус за най-добра актриса в мюзикъл или комедия                                        |
| 1976   | Пътуването на прокълнатите                  | Voyage of the Damned                           | Лилиян Роузън      | Стюарт Розенбърг | Номинация – Оскар за най-добра поддържаща женска роля Номинация – Златен глобус за най-добра актриса в мюзикъл или комедия                            |
| 1978   | Поличбата 2                                 | Damien: Omen II                                | Ан Торн            | Дон Тейлър       | |
| 1981   | Чарли Чан и проклятието на Кралицата дракон | Charlie Chan and the Curse of the Dragon Queen | Г-жа Луповиц       | Клайв Донър      | |
| 1984   | Даскали                                     | Teachers                                       | Д-р Дона Бърк      | Артър Хилър      | |
| 1991   | Да защитиш живота си                        | Defending Your Life                            | Лена Фостър        | Албърт Брукс     | |
| 2000   | Д-р Т. и жените                             | Dr. T & the Women                              | Д-р Харпър         | Робърт Олтмън    | |
| 2001   | Мълхоланд Драйв                             | Mulholland Drive                               | Луис Боунър        | Дейвид Линч      | |
| 2005   | На пазар                                    | Going Shopping                                 | Уини               | Хенри Джаглом    | |